# Auzon (Aube)
Der Auzon ist ein Fluss in Frankreich, der im Département Aube, in der Region Grand Est verläuft. Sein Ursprung befindet sich im Regionalen Naturpark Forêt d’Orient, im Gemeindegebiet von Brévonnes. Hier wird er aus dem Stausee Lac d’Auzon-Temple dotiert, in den seine natürlichen Quellen bei der Errichtung abgeleitet wurden. Der Fluss entwässert trotz mehrmaliger Kursänderung generell in nordwestlicher Richtung und mündet nach rund 40 Kilometern im Gemeindegebiet von Nogent-sur-Aube als linker Nebenfluss in die Aube.

## Orte am Fluss
- Brévonnes
- Val-d’Auzon
- Molins-sur-Aube
- Pougy
- Nogent-sur-Aube